# Championnat du monde masculin de volley-ball des moins de 19 ans 2003
Navigation
Le Caire 2001 Alger/Oran 2005
Le 8e Championnat du monde masculin de volley-ball des moins de 19 ans a été organisé en Thaïlande et s'est déroulé du 5 au 13 juillet 2003.

## Distinctions
- Meilleur marqueur : Mohammad Soleimani  Iran
- Meilleur attaquant : Roman Danilov  Russie
- Meilleur contreur : Danilo Cruz de Carvalho (pt)  Brésil
- Meilleur serveur : Alekseï Ostapenko  Russie
- Meilleur passeur : Kamaraj S. Ramaswamy  Inde
- Meilleur défenseur : Edgardo Hernandez  Porto Rico
- Meilleur réceptionneur : Moslem Mohammadzadeh  Iran

## Classement final
| Place              | Équipe             |
| ------------------ | ------------------ |
| Médaille d'or      | Brésil             |
| Médaille d'argent  | Inde               |
| Médaille de bronze | Iran               |
| 4                  | République tchèque |
| 5                  | Russie             |
| 6                  | Thaïlande          |
| 7                  | Porto Rico         |
| 8                  | Australie          |
| 9                  | Chine              |
| 9                  | Égypte             |
| 9                  | Italie             |
| 9                  | Pays-Bas           |
| 13                 | Venezuela          |
| 13                 | Slovaquie          |
| 13                 | Pologne            |
| 13                 | Maroc              |